# Diraz
Diraz (Ad Dirāz) (arabă الدراز‎) este o așezare situată în partea de nord-vest a Bahrainului. Principala religie din localitate este mahomedanismul șiit. Aici s-a născut teologul musulman Yusuf al-Bahrani.